# Klokan Brownův
Klokan Brownův (Thylogale browni) je menší druh klokana z rodu Thylogale, který je endemický Papui Nové Guineji.

## Systematika
Klokan Brownův byl původně považován za konspecifický (tzn. náležící ke stejnému druhu) ke klokanu uruovi (Thylogale brunii). Australský mamalog Tim Flannery však v roce 1992 publikoval studii, ve které klokana urua označil za druhový komplex a rozdělil jej hned do 3 druhů. Vedle zmíněných dvou to byl ještě klokan Calabyův (Thylogale calabyi). Studie DNA z roku 2010 nicméně upozornila na to, že některé populace T. browni a T. calabyi si jsou bližší než některé populace T. calabyi, což napovídá tomu, že současné taxonomické rozdělení nereflektuje skutečný stav věci a v budoucnu budou třeba úpravy.

## Výskyt
Klokan Brownův se vyskytuje pouze v severní a severovýchodní části Nové Guineji včetně ostrovů Bagabag, Nová Británie, Nové Irsko a Umboi. Na tyto ostrovy byl klokan introdukován někdy před 6–7 tisíci lety. Z indonéského ostrova Yapen byl již patrně vyhuben. Klokan Brownův obývá primární i sekundární tropické vlhké lesy od mořské hladiny po nadmořskou výšku 3200 m.

## Popis a biologie
O klokanovi je známo jen minimum informací. Jedná se o menší druh s tmavou hnědou horní části těla a šedou spodinou.

## Ohrožení
Mezinárodní svaz ochrany přírody hodnotí klokana Brownova jako zranitelný druh. Stejně jako v případě dalších novoguinejských klokanů z rodu Thylogale je hlavní příčinou ohrožení druhu lov lidmi na maso. Místní lovci tyto klokany loví se psy, a to nejvíce v okolí vesnic.